# Ebersdorf (Austria)
Ebersdorf è un comune austriaco di 1 244 abitanti nel distretto di Hartberg-Fürstenfeld, in Stiria.